# Єланда (Республіка Алтай)
Єланда (рос. Еланда) — село Чемальського району, Республіка Алтай Росії. Входить до складу Чемальського сільського поселення.
Населення — 149 осіб (2015 рік).